# Estoril Open 1997 - Qualificazioni singolare
Le qualificazioni del singolare  dell'Estoril Open 1997 sono state un torneo di tennis preliminare per accedere alla fase finale della manifestazione. I vincitori dell'ultimo turno sono entrati di diritto nel tabellone principale. In caso di ritiro di uno o più giocatori aventi diritto a questi sono subentrati i lucky loser, ossia i giocatori che hanno perso nell'ultimo turno ma che avevano una classifica più alta rispetto agli altri partecipanti che avevano comunque perso nel turno finale.
Le qualificazioni del torneo Estoril Open 1997 prevedevano 32 partecipanti di cui 4 sono entrati nel tabellone principale.

## Teste di serie
1. Jacobo Diaz-Ruiz (Qualificato)
2. Lars Rehmann (primo turno)
3. Filippo Messori (ultimo turno)
4. Emanuel Couto (primo turno)

1. Frédéric Fontang (Qualificato)
2. Hendrik Jan Davids (secondo turno)
3. João Cunha e Silva (ultimo turno)
4. Álex Calatrava (primo turno)

## Qualificati
1. Jacobo Diaz-Ruiz
2. Francisco Cabello

1. Frédéric Fontang
2. Álex López Morón

## Tabellone

### Legenda
| - Q = Qualificato - WC = Wild card - LL = Lucky loser | - ALT = Alternate - SE = Special Exempt - PR = Protected Ranking | - w/o = Walkover - r = Ritirato - d = Squalificato |

### Sezione 1
|  | Primo turno    | Primo turno             | Primo turno             | Primo turno | Primo turno |  |  | Secondo turno | Secondo turno      | Secondo turno      | Secondo turno      | Secondo turno      |   |   | Ultimo turno | Ultimo turno     | Ultimo turno     | Ultimo turno | Ultimo turno |  |
|  |                |                         |                         |             |             |  |  |               |                    |                    |                    |                    |   |   |              |                  |                  |              |              |  |
|  | 1              | Jacobo Diaz-Ruiz        | Jacobo Diaz-Ruiz        | 6           | 6           |  |  |               |                    |                    |                    |                    |   |   |              |                  |                  |              |              |  |
|  |                | Jorge Procopio-Carvalho | Jorge Procopio-Carvalho | 2           | 0           |  |  | 1             | Jacobo Diaz-Ruiz   | Jacobo Diaz-Ruiz   | 6                  | 6                  |   |   |              |                  |                  |              |              |  |
|  | Piet Norval    | Piet Norval             | Piet Norval             | 7           | 6           |  |  |               | Piet Norval        | Piet Norval        | 2                  | 4                  |   |   |              |                  |                  |              |              |  |
|  | Vitor Ferreira | Vitor Ferreira          | Vitor Ferreira          | 5           | 4           |  |  |               |                    |                    |                    |                    |   |   | 1            | Jacobo Diaz-Ruiz | Jacobo Diaz-Ruiz | 6            | 6            |  |
|  | Helder Lopes   | Helder Lopes            | Helder Lopes            | 6           | 6           |  |  |               |                    | 7                  | João Cunha e Silva | João Cunha e Silva | 3 | 1 |              |                  |                  |              |              |  |
|  | Joao Antunes   | Joao Antunes            | Joao Antunes            | 2           | 2           |  |  |               | Helder Lopes       | Helder Lopes       | 4                  | 1                  |   |   |              |                  |                  |              |              |  |
|  | 7              | João Cunha e Silva      | João Cunha e Silva      | 6           | 6           |  |  | 7             | João Cunha e Silva | João Cunha e Silva | 6                  | 6                  |   |   |              |                  |                  |              |              |  |
|  |                | Andre Ferreira          | Andre Ferreira          | 0           | 2           |  |  |               |                    |                    |                    |                    |   |   |              |                  |                  |              |              |  |

### Sezione 2
|  | Primo turno      | Primo turno       | Primo turno | Primo turno | Primo turno |  |  | Secondo turno     | Secondo turno     | Secondo turno     | Secondo turno   | Secondo turno   |   |   | Ultimo turno      | Ultimo turno      | Ultimo turno      | Ultimo turno | Ultimo turno |  |
|  |                  |                   |             |             |             |  |  |                   |                   |                   |                 |                 |   |   |                   |                   |                   |              |              |  |
|  |                  | Francisco Cabello | 5           | 6           | 7           |  |  |                   |                   |                   |                 |                 |   |   |                   |                   |                   |              |              |  |
|  | 2                | Lars Rehmann      | 7           | 3           | 5           |  |  | Francisco Cabello | Francisco Cabello | Francisco Cabello | 6               | 6               |   |   |                   |                   |                   |              |              |  |
|  | Andre Mota       | Andre Mota        | 4           | 6           | 6           |  |  | Andre Mota        | Andre Mota        | Andre Mota        | 0               | 1               |   |   |                   |                   |                   |              |              |  |
|  | Jose Mario Silva | Jose Mario Silva  | 6           | 0           | 2           |  |  |                   |                   |                   |                 |                 |   |   | Francisco Cabello | Francisco Cabello | Francisco Cabello | 7            | 6            |  |
|  | Marius Barnard   | Marius Barnard    | 4           | 6           | 7           |  |  |                   |                   | Vasco Gonçalves   | Vasco Gonçalves | Vasco Gonçalves | 5 | 3 |                   |                   |                   |              |              |  |
|  | Nuno Almeida     | Nuno Almeida      | 6           | 1           | 6           |  |  | Marius Barnard    | Marius Barnard    | Marius Barnard    | 4               | 3               |   |   |                   |                   |                   |              |              |  |
|  |                  | Vasco Gonçalves   | 4           | 7           | 6           |  |  | Vasco Gonçalves   | Vasco Gonçalves   | Vasco Gonçalves   | 6               | 6               |   |   |                   |                   |                   |              |              |  |
|  | 8                | Álex Calatrava    | 6           | 6           | 3           |  |  |                   |                   |                   |                 |                 |   |   |                   |                   |                   |              |              |  |

### Sezione 3
|  | Primo turno       | Primo turno       | Primo turno       | Primo turno | Primo turno |  |  | Secondo turno | Secondo turno     | Secondo turno     | Secondo turno    | Secondo turno    |   |   | Ultimo turno | Ultimo turno    | Ultimo turno    | Ultimo turno | Ultimo turno |  |
|  |                   |                   |                   |             |             |  |  |               |                   |                   |                  |                  |   |   |              |                 |                 |              |              |  |
|  | 3                 | Filippo Messori   | Filippo Messori   | 7           | 6           |  |  |               |                   |                   |                  |                  |   |   |              |                 |                 |              |              |  |
|  |                   | Martim Peralta    | Martim Peralta    | 6           | 0           |  |  | 3             | Filippo Messori   | Filippo Messori   | 6                | 6                |   |   |              |                 |                 |              |              |  |
|  | Nelson De Almeida | Nelson De Almeida | Nelson De Almeida | 6           | 6           |  |  |               | Nelson De Almeida | Nelson De Almeida | 2                | 0                |   |   |              |                 |                 |              |              |  |
|  | Goncalo Francisco | Goncalo Francisco | Goncalo Francisco | 1           | 3           |  |  |               |                   |                   |                  |                  |   |   | 3            | Filippo Messori | Filippo Messori | 4            | 4            |  |
|  | Ģirts Dzelde      | Ģirts Dzelde      | 7                 | 5           | 6           |  |  |               |                   | 5                 | Frédéric Fontang | Frédéric Fontang | 6 | 6 |              |                 |                 |              |              |  |
|  | Stephen Noteboom  | Stephen Noteboom  | 6                 | 7           | 1           |  |  |               | Ģirts Dzelde      | Ģirts Dzelde      | 3                | 2                |   |   |              |                 |                 |              |              |  |
|  | 5                 | Frédéric Fontang  | Frédéric Fontang  | 6           | 7           |  |  | 5             | Frédéric Fontang  | Frédéric Fontang  | 6                | 6                |   |   |              |                 |                 |              |              |  |
|  |                   | Israel Monteiro   | Israel Monteiro   | 0           | 5           |  |  |               |                   |                   |                  |                  |   |   |              |                 |                 |              |              |  |

### Sezione 4
|  | Primo turno    | Primo turno        | Primo turno      | Primo turno | Primo turno |  |  | Secondo turno    | Secondo turno      | Secondo turno    | Secondo turno  | Secondo turno  |   |   | Ultimo turno     | Ultimo turno     | Ultimo turno     | Ultimo turno | Ultimo turno |  |
|  |                |                    |                  |             |             |  |  |                  |                    |                  |                |                |   |   |                  |                  |                  |              |              |  |
|  |                | Álex López Morón   | Álex López Morón | 6           | 6           |  |  |                  |                    |                  |                |                |   |   |                  |                  |                  |              |              |  |
|  | 4              | Emanuel Couto      | Emanuel Couto    | 3           | 2           |  |  | Álex López Morón | Álex López Morón   | Álex López Morón | 6              | 6              |   |   |                  |                  |                  |              |              |  |
|  | Pedro Pereira  | Pedro Pereira      | Pedro Pereira    | 6           | 6           |  |  | Pedro Pereira    | Pedro Pereira      | Pedro Pereira    | 0              | 1              |   |   |                  |                  |                  |              |              |  |
|  | Joao Zilhao    | Joao Zilhao        | Joao Zilhao      | 1           | 1           |  |  |                  |                    |                  |                |                |   |   | Álex López Morón | Álex López Morón | Álex López Morón | 6            | 6            |  |
|  | Sándor Noszály | Sándor Noszály     | Sándor Noszály   | 6           | 6           |  |  |                  |                    | Sándor Noszály   | Sándor Noszály | Sándor Noszály | 1 | 2 |                  |                  |                  |              |              |  |
|  | Andre Lopes    | Andre Lopes        | Andre Lopes      | 3           | 1           |  |  |                  | Sándor Noszály     | 6                | 6              | 7              |   |   |                  |                  |                  |              |              |  |
|  | 6              | Hendrik Jan Davids | 4                | 6           | 6           |  |  | 6                | Hendrik Jan Davids | 7                | 4              | 6              |   |   |                  |                  |                  |              |              |  |
|  |                | Pablo Albano       | 6                | 1           | 3           |  |  |                  |                    |                  |                |                |   |   |                  |                  |                  |              |              |  |